# マデイラケーキ
マデイラケーキ（Madeira cake）とは、イギリスが発祥の伝統的なスポンジケーキである。名称に「マデイラ」と付くものの、マデイラ諸島が発祥のケーキではない。

## 概要
マデイラケーキは固めの軽い生地で作られ、伝統的にレモン風味である。しかし、今日では別な香りが付けられたバリエーションも存在する。
今日のイギリスでマデイラケーキは、普通紅茶と共に食べられるものの、しばしばリキュールと共に供されることもある。さらに、ごく稀にではあるものの朝食の時に食べられる場合もある。
確認されている中で、このケーキの最も古いレシピは、18世紀か19世紀のものである。当時のレシピのマデイラケーキは、ただのパウンドケーキか黄色のケーキであった。

## 発祥地や名称について
このケーキには「マデイラ」と付いているため、時々マデイラ諸島（マデイラ島）が発祥の菓子だと誤解されることもあるが、これは事実ではない。既述のように実際はイギリス発祥のケーキであり、また、名称もマデイラ諸島やマデイラ島にちなんで付けられたわけではない。
マデイラ諸島に属するマデイラ島は、15世紀以降、ヨーロッパとアメリカ大陸やアジアなどを結ぶ船が、航路の中継基地として利用しており、この頃からマデイラ島ではワインが主要な輸出品であった。
このマデイラ島産のワインは、その後、加熱処理や酒精強化などの技法が取り入れられ、独特の特徴を持つマデイラ・ワインと呼ばれるものになっていった。このマデイラ・ワインは、18世紀や19世紀頃のイギリスにおいて人気のあったワインであり、当時のイギリスではこのケーキと共にマデイラ・ワインが供された。
このケーキの名称に付く「マデイラ」は、このマデイラ・ワインにちなんで付けられたものである。

## 補足
このケーキには「マデイラ」と付くものの、既述のようにマデイラ諸島とは直接関係のあるケーキではない。ところで、マデイラ諸島にはボロデメルと呼ばれる、サトウキビから採れる糖蜜を利用して作る、同諸島の伝統的なケーキが存在する。マデイラケーキをその名前からマデイラ諸島発祥のケーキだと誤解し、マデイラケーキはボロデメルと同じ物だと誤解することもあるかもしれない。しかしマデイラケーキは、このボロデメルとは全くの別物である。